# Wolfertschwenden
Wolfertschwenden ist eine Gemeinde im schwäbischen Landkreis Unterallgäu und ein Mitglied der Verwaltungsgemeinschaft Bad Grönenbach.

## Geographie

### Lage
Wolfertschwenden liegt 15 Kilometer südlich von Memmingen in der Region Donau-Iller in Mittelschwaben.

### Gemeindegliederung
Das Gemeindegebiet besteht aus den Gemarkungen Wolfertschwenden, Dietratried und Niederdorf.
Wolfertschwenden hat 5 Gemeindeteile (in Klammern ist der Siedlungstyp angegeben):
- Bossarts (Weiler)
- Dietratried (Kirchdorf)
- Klessen (Weiler)
- Niederdorf (Pfarrdorf)
- Wolfertschwenden (Pfarrdorf)

### Ehwiesmühltal
Bei Wolfertschwenden öffnet sich das Illertal zu einem schmalen Seitental mit steilen Hängen, dem sogenannten Ehwiesmühltal. Seit jeher ist das idyllische Tal ein beliebtes Ausflugsziel. Früher waren die vielen Mühlen am Bach ein wichtiger Wirtschaftsfaktor. Heute sind die Grundwasservorkommen wichtig für die Trinkwasserversorgung vieler Gemeinden.

### Geologische Orgeln
Nordöstlich von Niederdorf an der oberen Hangkante dicht beim Weiler Bossarts befinden sich die sogenannten Geologischen Orgeln. Es handelt sich um auf natürliche Weise entstandene Röhren (Verwitterungsschlote) im Erdreich. Bei starkem Wind schwingt die Luft in diesen Röhren und man vernimmt orgelähnliche Töne.

## Geschichte

### Bis zur Gemeindegründung
Grabungsfunde nahe dem Ort Wolfertschwenden belegen eine Siedlungstätigkeit bereits während der Römerzeit. Urkundlich wurde Wolfertschwenden schon um die Mitte des 9. Jahrhunderts erwähnt und Niederdorf im 11. Jahrhundert von Wolfertschwenden aus gegründet. Die Brüder Hawin, Albrecht und Kuonrad, Söhne des Hathos von Wolfertschwenden, stifteten 1093 das Benediktinerkloster Ochsenhausen und übergaben es an das  Kloster St. Blasien. Ihre Schwester Hemma von Wolfertschwenden, die Erbtochter des Hathos, war mit einem Freiherren von Sagogn (in Surselva in Rätien) verheiratet, der noch vor der Stiftung von Rot an der Rot (1126) gestorben ist, und wird 1137 mit ihrem Sohn Chůno von Sagogn genannt. Die Jahrzeitstiftungen dieser Familie gingen regelmäßig nach Rot an der Rot. Das Kloster Ottobeuren war seit 1145 in Wolfertschwenden begütert. Die Burg Wolfertschwenden am heutigen Schloßberg war Sitz ottobeurischer Dienstmannen. Dietratried wurde erstmals urkundlich 1365 erwähnt. Wolfertschwenden gehörte ab 1699 beinahe geschlossen zum Besitz des Reichsstifts Ottobeuren und kam mit dem Reichsdeputationshauptschluss 1803 zu Bayern. Im Jahr 1818 entstand die politische Gemeinde.

### Verwaltungsgemeinschaft
Im April 2007 wurde der Austritt aus der Verwaltungsgemeinschaft Bad Grönenbach im bayerischen Landtag beantragt. Dieser wurde abgelehnt.

### Eingemeindungen
Am 1. Juli 1972 kam es im Rahmen der Gebietsreform in Bayern zum freiwilligen Anschluss der Gemeinden Dietratried und Niederdorf.

### Einwohnerentwicklung
| Jahr      | 1961 | 1970 | 1987 | 1991 | 1995 | 2000 | 2005 | 2010 | 2015 | 2020 |
| Einwohner | 1083 | 1117 | 1440 | 1574 | 1653 | 1744 | 1855 | 1861 | 1960 | 2037 |

Zwischen 1988 und 2018 wuchs die Gemeinde von 1.483 auf 2.051 um 568 Einwohner bzw. um 38,3 %.

## Politik
| Gemeinderat Wolfertschwenden: Wähleranteil und Gemeinderäte seit 1978                       | Gemeinderat Wolfertschwenden: Wähleranteil und Gemeinderäte seit 1978 | Gemeinderat Wolfertschwenden: Wähleranteil und Gemeinderäte seit 1978 | Gemeinderat Wolfertschwenden: Wähleranteil und Gemeinderäte seit 1978 | Gemeinderat Wolfertschwenden: Wähleranteil und Gemeinderäte seit 1978 | Gemeinderat Wolfertschwenden: Wähleranteil und Gemeinderäte seit 1978 | Gemeinderat Wolfertschwenden: Wähleranteil und Gemeinderäte seit 1978 | Gemeinderat Wolfertschwenden: Wähleranteil und Gemeinderäte seit 1978 | Gemeinderat Wolfertschwenden: Wähleranteil und Gemeinderäte seit 1978 | Gemeinderat Wolfertschwenden: Wähleranteil und Gemeinderäte seit 1978 | Gemeinderat Wolfertschwenden: Wähleranteil und Gemeinderäte seit 1978 | Gemeinderat Wolfertschwenden: Wähleranteil und Gemeinderäte seit 1978 | Gemeinderat Wolfertschwenden: Wähleranteil und Gemeinderäte seit 1978 | Gemeinderat Wolfertschwenden: Wähleranteil und Gemeinderäte seit 1978 | Gemeinderat Wolfertschwenden: Wähleranteil und Gemeinderäte seit 1978 | Gemeinderat Wolfertschwenden: Wähleranteil und Gemeinderäte seit 1978 | Gemeinderat Wolfertschwenden: Wähleranteil und Gemeinderäte seit 1978 | Gemeinderat Wolfertschwenden: Wähleranteil und Gemeinderäte seit 1978 |
| ------------------------------------------------------------------------------------------- | --------------------------------------------------------------------- | --------------------------------------------------------------------- | --------------------------------------------------------------------- | --------------------------------------------------------------------- | --------------------------------------------------------------------- | --------------------------------------------------------------------- | --------------------------------------------------------------------- | --------------------------------------------------------------------- | --------------------------------------------------------------------- | --------------------------------------------------------------------- | --------------------------------------------------------------------- | --------------------------------------------------------------------- | --------------------------------------------------------------------- | --------------------------------------------------------------------- | --------------------------------------------------------------------- | --------------------------------------------------------------------- | --------------------------------------------------------------------- |
|                                                                                             | CSU                                                                   | CSU                                                                   | Freie Wähler                                                          | Freie Wähler                                                          | Gesamt                                                                | Gesamt                                                                | Wahl- beteiligung                                                     |                                                                       |                                                                       |                                                                       |                                                                       |                                                                       |                                                                       |                                                                       |                                                                       |                                                                       |                                                                       |
| Wahlperiode                                                                                 | %                                                                     | Mandate                                                               | %                                                                     | Mandate                                                               | %                                                                     | Gesamtanzahl der Sitze im Gemeinderat                                 | %                                                                     |                                                                       |                                                                       |                                                                       |                                                                       |                                                                       |                                                                       |                                                                       |                                                                       |                                                                       |                                                                       |
| 1978–1984                                                                                   |                                                                       |                                                                       | 100,00                                                                | 12                                                                    | 100                                                                   | 12                                                                    | 80,6                                                                  |                                                                       |                                                                       |                                                                       |                                                                       |                                                                       |                                                                       |                                                                       |                                                                       |                                                                       |                                                                       |
| 1984–1990                                                                                   | 100,00                                                                | 12                                                                    | 100                                                                   | 12                                                                    | 78,8                                                                  |                                                                       |                                                                       |                                                                       |                                                                       |                                                                       |                                                                       |                                                                       |                                                                       |                                                                       |                                                                       |                                                                       |                                                                       |
| 1990–1996                                                                                   | 100,00                                                                | 12                                                                    | 100                                                                   | 12                                                                    | 77,0                                                                  |                                                                       |                                                                       |                                                                       |                                                                       |                                                                       |                                                                       |                                                                       |                                                                       |                                                                       |                                                                       |                                                                       |                                                                       |
| 1996–2002                                                                                   | 44,72                                                                 | 5                                                                     | 55,28                                                                 | 7                                                                     | 100                                                                   | 12                                                                    | 70,7                                                                  |                                                                       |                                                                       |                                                                       |                                                                       |                                                                       |                                                                       |                                                                       |                                                                       |                                                                       |                                                                       |
| 2002–2008                                                                                   | 53,06                                                                 | 6                                                                     | 46,94                                                                 | 6                                                                     | 100                                                                   | 12                                                                    | 65,3                                                                  |                                                                       |                                                                       |                                                                       |                                                                       |                                                                       |                                                                       |                                                                       |                                                                       |                                                                       |                                                                       |
| 2008–2014                                                                                   | 52,47                                                                 | 6                                                                     | 47,53                                                                 | 6                                                                     | 100                                                                   | 12                                                                    | 70,6                                                                  |                                                                       |                                                                       |                                                                       |                                                                       |                                                                       |                                                                       |                                                                       |                                                                       |                                                                       |                                                                       |
| Prozentanteile gerundet. Quellen: Bayerisches Landesamt für Statistik und Datenverarbeitung |                                                                       |                                                                       |                                                                       |                                                                       |                                                                       |                                                                       |                                                                       |                                                                       |                                                                       |                                                                       |                                                                       |                                                                       |                                                                       |                                                                       |                                                                       |                                                                       |                                                                       |

### Bürgermeister
Erster Bürgermeister war von 1990 bis 2020 Karl Fleschhut (* 1952) (Parteilose Wählergruppe). Seit 1. Mai 2020 ist Beate Ullrich (* 1966) (CSU/Bürger aktiv) Erste Bürgermeisterin.

### Gemeinderat
Seit 2020 gehören dem Gemeinderat 14 (statt bisher 12) Gemeinderäte an. Die Sitzverteilung bei der Gemeinderatswahl 2020 ist wie folgt:
- CSU/Bürger aktiv: 7 Sitze
- Parteilose Wählergruppe: 5 Sitze
- GRÜNE: 2 Sitze[8]

Die Sitzverteilung bei der Gemeinderatswahl 2014 war wie folgt:
- CSU/Bürger aktiv: 7 Sitze
- Parteilose Wählergruppe: 5 Sitze

### Steuereinnahmen
Die Gemeindesteuereinnahmen betrugen im Jahr 2020 10.000.000 Euro, bei einer Steuerkraft von 5.400 Euro pro Einwohner sowie einem Gesamtschuldenstand von 0 Euro.
Im Vergleich dazu die Zahlen aus dem Jahr 2014: Gemeindesteuereinnahmen: 7.200.000 Euro, Steuerkraft pro Einwohner: 3.551 Euro, Gesamtschuldenstand: 235.000 Euro

### Wappen
| Wappen von Wolfertschwenden | Blasonierung: „Geteilt; oben in Blau ein wachsender goldener Löwe, unten in Silber auf grünem Dreiberg ein grüner Laubbaum.“ |
| Wappen von Wolfertschwenden | Wappenbegründung: Das Wappen war das persönliche Wappen des Abtes Honorat Goehl von Ottobeuren, der von 1767 bis 1802 dem Reichsstift Ottobeuren vorstand. Das Kloster besaß schon seit dem 12. Jahrhundert die Kirche in Wolfertschwenden und den größten Teil von Niederdorf (Nieder-Wolfertschwenden). Das Wappen des Abtes wurde kurz nach 1767 im Zusammenhang mit einer Restaurierung am Turm der Kirche in Wolfertschwenden unmittelbar unter dem Zifferblatt angebracht. Das Wappen wurde am 11. Januar 1960 durch Bescheid des Bayerischen Staatsministeriums des Innern genehmigt. Der Entwurf und die Gestaltung des Wappens stammen vom Nördlinger Rudolf Mussgnug. |

## Baudenkmäler

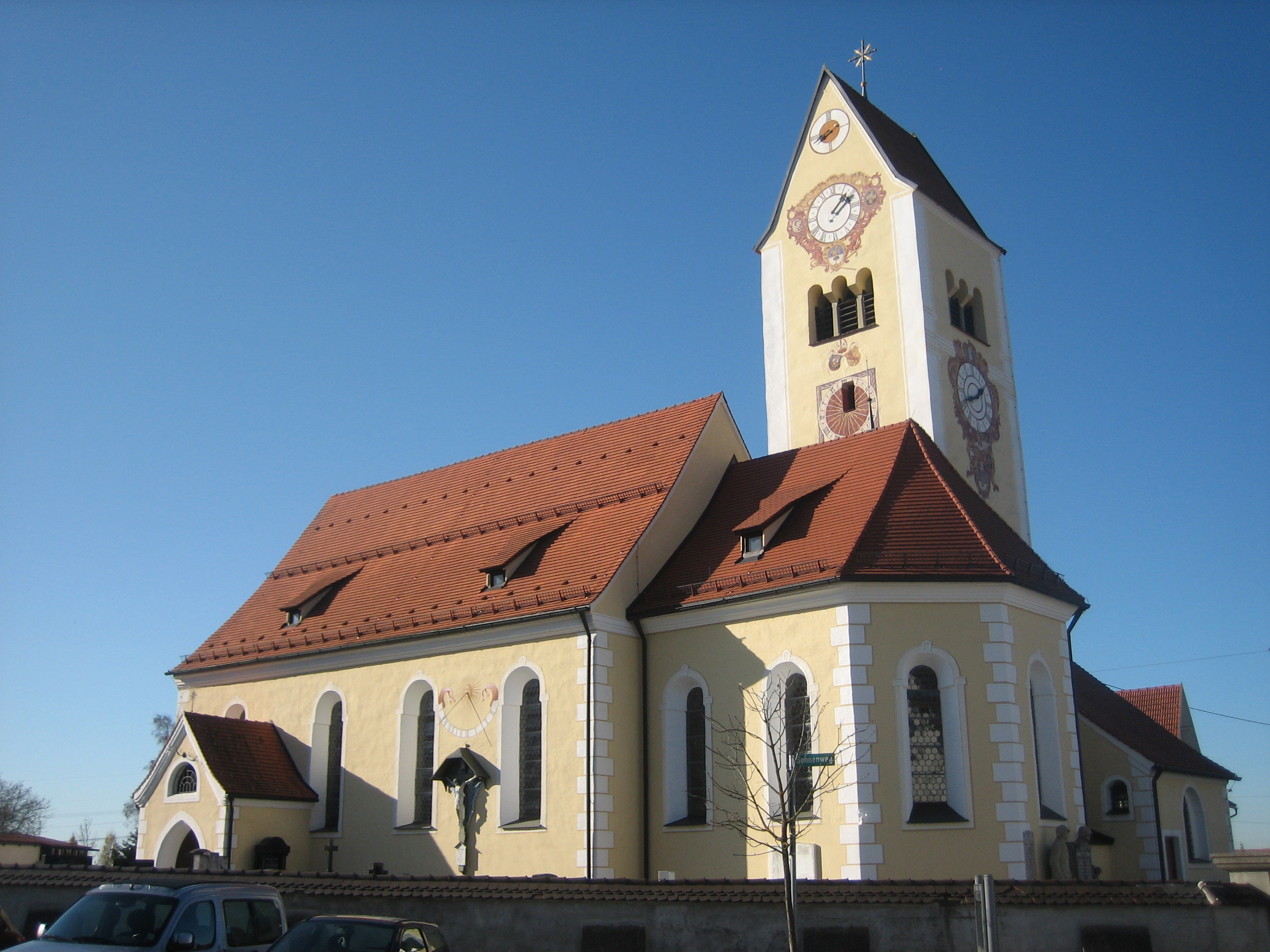
St. Vitus in Wolfertschwenden

- Katholische Pfarrkirche St. Vitus
- Ehemaliges Pfarrhaus

## Wirtschaft und Infrastruktur

### Wirtschaft einschließlich Land- und Forstwirtschaft
Es gab 1998 nach der amtlichen Statistik im Bereich der Land- und Forstwirtschaft sechs, im produzierenden Gewerbe 844 und im Bereich Handel und Verkehr 46 sozialversicherungspflichtig Beschäftigte am Arbeitsort. In sonstigen Wirtschaftsbereichen waren am Arbeitsort 31 Personen sozialversicherungspflichtig beschäftigt. Sozialversicherungspflichtig Beschäftigte am Wohnort gab es insgesamt 622. Im verarbeitenden Gewerbe und im Bauhauptgewerbe gab es keine Betriebe. Im Jahr 1999 bestanden 34 landwirtschaftliche Betriebe mit einer landwirtschaftlich genutzten Fläche von 788 Hektar, davon waren 196 Ackerfläche und 591 Dauergrünfläche.
Größte Arbeitgeber:
- pester pac automation
- Multivac Sepp Haggenmüller
- Andreae-Noris Zahn AG, Niederlassung Allgäu
- TEXTOR Slicing Technology
- Mammut Basecamp

### Verkehr
Die nächste Autobahnanschlussstelle ist zwei Kilometer entfernt: Die Anschlussstelle Nr. 131 Bad Grönenbach der Bundesautobahn 7.
Eisenbahnanschluss mit ÖPNV besteht über den Bahnhof Bad Grönenbach an der Bahnstrecke Neu-Ulm–Kempten in etwa zwei Kilometer Entfernung.

### Bildung
Es gibt folgende Einrichtungen: eine Kindertagesstätte (inkl. Waldkindergarten) mit 98 Kindergartenplätzen und 30 Kindern in der Kinderkrippe (Stand: 2020) sowie eine Grundschule mit vier Klassen – 91 Kinder (Stand: 2020). Außerdem wurden 2020 23 Kinder im Kinderhort betreut.

## Persönlichkeiten
- Albrecht und Chuonradt Hawin, Brüder von Wolfertschwenden, Söhne des Hatos, Stifter des Benediktinerklosters Ochsenhausen im Jahre 1093.
- Theodor Henkel (1855–1934), Pionier der Milchwissenschaft.
- Johann Fleschhut (1956–2024), Bürgermeister von Grönenbach 1987 bis 2002, Landrat im Landkreis Ostallgäu von 2002 bis 2014.